# Alexander Dydyna
Alexander Dydyna (* 1984 in Hannover) ist ein deutscher Drehbuchautor und Schauspieler.

## Leben
Nach Arbeiten als Darsteller am Schauspielhaus Hannover und als Produzent, Regisseur und Autor mehrerer, preisgekrönter Kurzfilme war Dydyna als Dramaturg und Creative Producer für die Senator/deutschfilm tätig. Zu Beginn seiner Karriere nahm er außerdem an dem Nachwuchsfilmfestival Werkstatt der Jungen Filmszene teil. 2010 debütierte er als Drehbuchautor und Filmproduzent mit dem preisgekrönten Kinofilm Goethe! (Regie: Philipp Stölzl). Seitdem arbeitet er als Drehbuchautor an meist deutschsprachigen Kino- und Fernsehproduktionen, unter anderem für die Constantin Film, Ziegler Film, Mythos Film, RatPack und die UFA. 
Außerdem ist Dydyna, neben kleiner Rollen in seinen von ihm geschriebenen Filmen, seit Juli 2021 als Schauspieler in der Rolle des Hector McQueen in der Theateradaption von Agatha Christies Mord im Orientexpress in der Inszenierung von Katharina Thalbach an der Komödie am Kurfürstendamm in Berlin zu sehen.
Alexander Dydyna lebt in Berlin.

## Filmographie (Auswahl)
- 2010: Goethe!
- 2015: Bruder vor Luder
- 2018: Song für Mia (Fernsehfilm)
- 2018: Ihr seid natürlich eingeladen (Fernsehfilm)
- 2018: Der Vorname
- 2019: Ich war noch niemals in New York
- 2021: Die Schule der magischen Tiere
- 2022: Die Schule der magischen Tiere 2